# إبراهيم السمان (ممثل)
إبراهيم السمان هو ممثل، ومخرج، ومقدم برامج مصري وُلد في 10 سبتمبر عام 1985 وتخرج في قسم التمثيل والإخراج بالمعهد العالي للفنون المسرحية، ثُم حصل على دبلوم الدراسات العليا في الإخراج الدرامي، ونال درجة الماجستير في المسرح الغربي المعاصر، وشارك في العديد في العروض المسرحية والأعمال السينمائية والتليفزيونية واشتهر بتقديمه لبرنامج المقالب «كريزي تاكسي».

## مسيرته المهنية
بدأ إبراهيم السمان مسيرته الفنية كممثل ومخرج مسرحي أثناء دراسته الجامعية بالمعهد العالي للفنون المسرحية فأخرج العديد من العروض المسرحية مثل مسرحية «مسافر ليل» المأخوذة عن نص مسرحي للشاعر صلاح عبد الصبور ومسرحية «اللوحة» التي حصدت عددًا من الجوائز في مهرجان المسرح الجامعي العربي بالعراق ونال عنها جائزة أفضل مخرج بالمهرجان، ثُم اتّجه بعد ذلك للتمثيل بالسينما والتليفزيون وكانت أول مشاركة له في عمل سينمائي عام في فيلم «اللعنة» ثُم توالت مشاركاته في العروض المسرحية والأفلام السينمائية والأعمال التليفزيونية، وكان من أبرزها دوره في فيلم «أشباح أوروبا» الذي عُرض في عام 2022، ودوره في مسلسل «آخر دور» الذي عُرض في عام 2022 على منصة شاهد الرقمية التابعة لشبكة قنوات إم بي سي. وفي عام 2020 بدأ إبراهيم السمان في تقديم برنامج للمقالب يُبثّ على شبكة الإنترنت حمل اسم «كريزي تاكسي». امتد البرنامج لموسمين متتالين ثُم أنتقل إلى شاشة قناة القاهرة والناس بعدما حقق نسب مُشاهدة عالية على موقع اليوتيوب لتُقدم الموسم الثالث منه والذي عُرض خلال شهر رمضان عام 2022، وتقوم فيكرة البرنامج على أن يجوب المذيع شوارع مصر داخل سيارة أجرة ومن ثم يقوم بعمل بعض المقالب في أشخاص من المارة العاديين. وخلال تصوير حلقات الموسم الثالث من البرنامج ألقت الشرطة المصرية القبض على إبراهيم السمان وفريق برنامج كريزي تاكسي ووجهت إليهم تهمة التصوير في الشارع دون الحصول على التصاريح اللازمة لذلك بعدما أثاروا شكوك بعض المارة حيث كانت فكرة المقلب تتمثل في التظاهر باختطاف الأشخاص من الشارع داخل التاكسي، ولكن أطلق سراح إبراهيم وباقي طاقم العمل بعد ذلك.

## أعماله

### أفلام
| - تشيللو:2023 - أشباح أوروبا:2022-أليخاندرو مورتي - صاحب المقام:2020-جورج ميخائيل - ورقة جمعية:2020-سالم - اللي اختشوا ماتوا:2016-الدكتور أحمد خيري | - تسعة:2015-د. عبًاس سالم - بابا:2012-طارق - جدو حبيبي:2012-كاشير السوبرماركت - عسل إسود:2010-قائد المظاهرة |

### مسلسلات
| - آخر دور:2022-مروان - انحراف:2022 - رانيا وسكينة:2022-فؤاد نوش - الجار للجار:2021 - بين السما والأرض:2021 - إلا أنا:2020 - الزوجة 18: 2019 - الواد سيد الشحات:2019-المُعلم هولاكو - بحر:2019 - فكرة بمليون جنيه:2019-سلامة - أيوب:2018-عزت | - الجماعة 2: 2017-أنس الحجاجي - قضاة عظماء ج2: 2017 - ولاد تسعة:2017-شعبان - يونس ولد فضة:2016-مازن - الوسواس:2015 - حق ميت:2015-زياد - عيون القلب:2015-باهر - ولاد السيدة:2015 - الخطيئة:2014-د. ممدوح - قلوب:2014-محسن صديق سيف - اسم مؤقت:2013 | - الصقر شاهين:2013 - بنت اسمها ذات:2013-عماد بن عواطف - خرم إبرة:2012-وصفي - سيدنا السيد:2012 - خاتم سليمان:2011 - وادي الملوك:2011 - الجماعة ج1: 2010 - بالشمع الأحمر:2010 - قضية صفية:2010 - ابن الأرندلي:2009-صديق باسم - قصة الأمس:2008 |

### أخرى
- البلاتوه ج2: 2016
- كريزي تاكسي 3: 2022-فكرة مقدم المقالب
- بوضوح: 2014-ضيف

## روابط خارجية
- صفحة الممثل على موقع قاعدة بيانات الأفلام العربية